# Полиция Львова
Главное управление патрульной полиции г. Львова (укр. Головне управління патрульної поліції м. Львова) — территориальный орган исполнительной власти в Львове, входящий в систему органов внутренних дел МВД Украины. Основными задачами ведомства являются обеспечение безопасности, прав и свобод граждан, пресечение и раскрытие преступлений, охрана общественного порядка.
Контроль над деятельностью полиции Львова осуществляют Министерство внутренних дел, Национальная полиция, городской голова Львова, и городская рада.
В настоящее время начальником Главного управления патрульной полиции является Юрий Зозуля (с 2015 г.).

## История

### Создание патрульной полиции
13 июля 2015 года, первый заместитель главы МВД Украины Эка Згуладзе заявила о скором наборе в патрульную полицию Львова. Набор в полицию продолжался с 15 июля до 7 августа. Згуладзе отметила, что если будет достаточно достойных кандидатов, полиция сможет обеспечивать порядок на улицах не только областных центров, но и городов поменьше. Как после отметил глава МВД Арсен Аваков, во Львове был самый высокий конкурс — 30 человек на место. Всего было подано 13 тысяч анкет, из них отобрано около 600 слушателей.
4 августа президент Украины Пётр Порошенко подписал закон «О Национальной полиции». 
20 августа 2015 года, министр внутренних дел Украины Арсен Аваков назначил Юрия Зозулю начальником Главного управления патрульной полиции Львова, а также заявил о том, что первые 600 сотрудников патрульной полиции выйдут на улицы города 23 августа.
23 августа, на площади Рынок перед городской ратушей, более 400 полицейских приняли присягу на верность украинскому народу. В торжественной церемонии приняли участие премьер-министр Украины Арсений Яценюк, министр внутренних дел Украины Арсен Аваков, первый заместитель министра внутренних дел Украины Эка Згуладзе-Глуксманн, руководство ГУМВД Украины во Львовской области, руководители органов местной власти. Министр внутренних дел Аваков заявил, что только 9,8 % тех, кто служил в старой милиции, будут работать в патрульной полиции города.

## Звания
- специальные звания младшего состава

1. рядовой полиции
2. капрал полиции
3. сержант полиции
4. старший сержант полиции

- специальные звания среднего состава

1. младший лейтенант полиции
2. лейтенант полиции
3. старший лейтенант полиции
4. капитан полиции
5. майор полиции
6. подполковник полиции
7. полковник полиции

- специальные звания высшего состава:

1. генерал полиции 3 ранга
2. генерал полиции 2 ранга
3. генерал полиции 1 ранга

## Руководство
- Начальник главного управления патрульной полиции — капрал Юрий Зозуля[1]
- Заместитель начальника главного управления патрульной полиции — капрал Ирина Кульчицкая[6]